# Triiodothyronine
Triiodothyronine, hay còn được gọi là T3, là một hormone tuyến giáp. Nó ảnh hưởng đến hầu như mọi quá trình sinh lý trong cơ thể, bao gồm sinh trưởng và phát triển, sự trao đổi chất, nhiệt độ cơ thể và nhịp tim.
Việc sản xuất T3 và tiền hormone thyroxine (T4) được kích hoạt bởi hormone kích thích tuyến giáp (TSH), được giải phóng từ thùy trước tuyến yên. Con đường này là một phần của quá trình vòng phản hồi khép kín: Nồng độ cao của T3, và T4 trong huyết tương sẽ ức chế sự sản xuất TSH ở thùy trước tuyến yên. Khi nồng độ của các T3 và T4 giảm, thùy trước tuyến yên sẽ tăng sản xuất TSH, và bởi các quá trình này, hệ thống kiểm soát phản hồi giúp ổn định lượng hormone tuyến giáp trong máu.
T3 là hormone thực sự. Ảnh hưởng của nó lên các mô đích mạnh gấp bốn lần so với T4. Trong số các hormone tuyến giáp được tạo ra, chỉ khoảng 20% là T3, trong khi 80% được tạo ra là T4. Khoảng 85% T3 tuần hoàn sau đó được hình thành ở gan và thùy trước tuyến yên bằng cách loại bỏ nguyên tử iod từ nguyên tử cacbon số năm của vòng ngoài của T4. Trong mọi trường hợp, nồng độ T3 trong huyết tương người là bằng khoảng một phần mười so với T4. Thời gian bán rã của T3 khoảng 2,5 ngày. Thời gian bán rã của T4 dài hơn khoảng 2,5 lần, 6,5 ngày.

## Tác dụng
T3  làm tăng tỷ lệ trao đổi chất cơ bản và do đó làm tăng mức tiêu thụ oxy và năng lượng của cơ thể. Tỷ lệ trao đổi chất cơ bản là lượng calo yêu cầu tối thiểu mà cần thiết để duy trì sự sống ở một cá thể đang nghỉ ngơi. T3 hoạt động trên phần lớn các mô trong cơ thể, với một vài ngoại lệ bao gồm lá lách và tinh hoàn. Nó cũng làm tăng sản xuất Na+/K+-ATPase (thường chiếm một phần đáng kể tổng chi ATP của tế bào) mà không làm gián đoạn sự cân bằng ion của màng tế bào, và nói chung, làm tăng sự quay vòng của các đại phân tử nội sinh khác nhau bằng cách tăng tổng hợp và phân giải của chúng.